# Centre hospitalier universitaire d'Angers
Le Centre hospitalier universitaire d'Angers est un centre hospitalier universitaire français qui emploie plus de 7 106 personnels hospitaliers dont plus de 1 300 personnels médicaux et pharmaceutiques. Il dispose de 1 751 lits et places et reçoit chaque année près de 100 000 passages aux urgences, 510 000 consultations externes et 110 000 hospitalisations. Il est actuellement dirigé par Cécile Jaglin-Grimonprez.

## Historique
Le CHU d'Angers résulte de la fusion au XIXe siècle de trois hôpitaux :
- L'hôtel-Dieu, fondé au XIIe siècle dans l'ancien hôpital Saint-Jean.
- L'hôpital général, fondé en 1615 dans la Doutre
- Un hôpital, ouvert en 1745 vers le parc des haras

La première pierre de l'actuel hôpital a été posée par Louis-Napoléon Bonaparte en 1849. Le centre hospitalier régional devient CHU en 1966.

## Distinctions
- En 2000, le Centre hospitalier universitaire d'Angers est le premier CHU de France à être accrédité.
- En 2005, le Centre hospitalier universitaire d'Angers est le premier CHU de France à être certifié.
 Des experts-visiteurs de la Haute Autorité de Santé (HAS) ont procédé à la visite de certification du CHU. La procédure de certification se substitue à celle d'accréditation qui oblige tout établissement de santé public ou privé à se soumettre régulièrement à une évaluation réalisée par un organisme indépendant qui est désormais l'HAS et qui a pris la place de l'Agence Nationale d'Accréditation et d'Évaluation en Santé (ANAES).
- En 2015, le Centre hospitalier universitaire d'Angers est le premier CHU de France à être certifié sans réserve sur ses comptes[3].

## Soins
Le Centre hospitalier universitaire d'Angers (CHU) est un pôle de référence et d'appel en matière de Santé qui, à ce titre, a 4 missions : soins, enseignement, recherche et prévention. Le CHU d'Angers a une vocation régionale, voire interrégionale pour les soins hautement spécialisés : Les partenaires du CHU d'Angers sont : le CHU de Nantes, le centre hospitalier du Mans, l'Institut de cancérologie de l'Ouest et l'ensemble des établissements de soins de la région susceptibles de prendre en charge certains types de pathologie.
S'inscrivant dans une dynamique Qualité, le CHU d'Angers place au tout premier plan celle du service aux patients. Souci de la qualité qu'il se doit de maintenir du fait même qu'il est l'un des premiers opérateurs Santé de la région avec 110 187 personnes hospitalisées (en 2021).
Avec ses 6 800 salariés, il participe également à la formation des futurs professionnels de santé à travers celle des médecins et des soignants.
À la fois établissement de soins de proximité et centre de recours et d'expertise, il concilie au quotidien innovation et solidarité. Avec ses 60 services cliniques et biologiques, l'offre de soins du CHU couvre l'ensemble des spécialités médicales, chirurgicales et biologiques dont les plus complexes ou les plus rares à travers des centres de compétence et de référence. Il assure des soins de proximité pour la population de la Communauté d'agglomération d'Angers Loire Métropole et constitue un établissement de recours pour les établissements de santé privés et publics de Maine-et-Loire et des départements voisins.
Ses patients y sont pris en charge par des équipes hospitalo-universitaires dont la performance est soutenue par un plateau technique de pointe.

## Formation

### Faculté de santé
Le pôle formation du CHU d'Angers comprend la Faculté de santé située sur le site du CHU, elle comprend les Départements de Médecine (anciennement "Faculté de Médecine"), de Pharmacie (anciennement "Faculté de Pharmacie") ainsi que l'école de Sages-Femmes.
Les différents services hospitaliers accueillent environ 500 étudiants et 400 internes. Le CHU gère administrativement plus de 600 étudiants et internes pour l'ensemble de la subdivision.
Dans un groupement d'intérêt scientifique avec l'université, le CHU d'Angers est par ailleurs doté d'un centre de simulation (au sein du centre Robert-Debré) destiné à la formation des étudiants sur des mannequins mimant des situations pathologiques ainsi que des logiciels.

#### École de sages-femmes
L'école de sages-femmes René Rouchy prépare au diplôme d’État de sages-femmes. La profession de sage-femme est une profession médicale réglementée par le code de la Santé Publique et le code de déontologie des sages-femmes.

### Enseignement paramédical
- Le centre d'enseignement de soins d'urgence
- L'institut de formation d'aides-soignants
- L'école de puéricultrices
- L'institut de formation des cadres de santé
- L'institut de formation en soins infirmiers Anne d'Olonne
- L'institut de formation des ambulanciers

## Projet médical
Le projet médical répond aux axes majeurs du schéma régional d'organisation sanitaire (SROS) :
- création d'un service de médecine interne et générale dans le cadre du Service d'Accueil et de Traitement des Urgences ;
- développement des partenariats notamment avec le Centre Régional de Rééducation et Réadaptation Fonctionnelles (CRRRF) et les autres institutions sanitaires et sociales ;
- l'Institut Angevin du Cancer : l'objectif de l'Institut Angevin du Cancer est de constituer le pôle de référence en cancérologie du bassin de population de l'Anjou ;
- développement du projet psychiatrique. Constitution de la communauté d'établissements de santé « CHU-CESAME » ;
- le CHU d'Angers participe au développement de la recherche biomédicale.

Par ailleurs, le CHU d'Angers s'illustre comme un pôle majeur et un pilier de la neurochirurgie, en particulier pédiatrique.

## Centre antipoison inter-régional
Le CHU d'Angers est également un centre antipoison et de toxicovigilance inter-régional qui couvre la région des Pays de la Loire ainsi que la région Centre, la Bretagne et la Normandie.

## Monuments historiques
Dans l'enceinte du CHU, la chapelle Sainte-Marie, ainsi que ses peintures murales (1857-1868, huile sur enduit, cire, fresque, toiles marouflées, artistes principaux Jules Dauban, Eugène Appert, Jules Lenepveu) sont classées monuments historiques en 1930,.

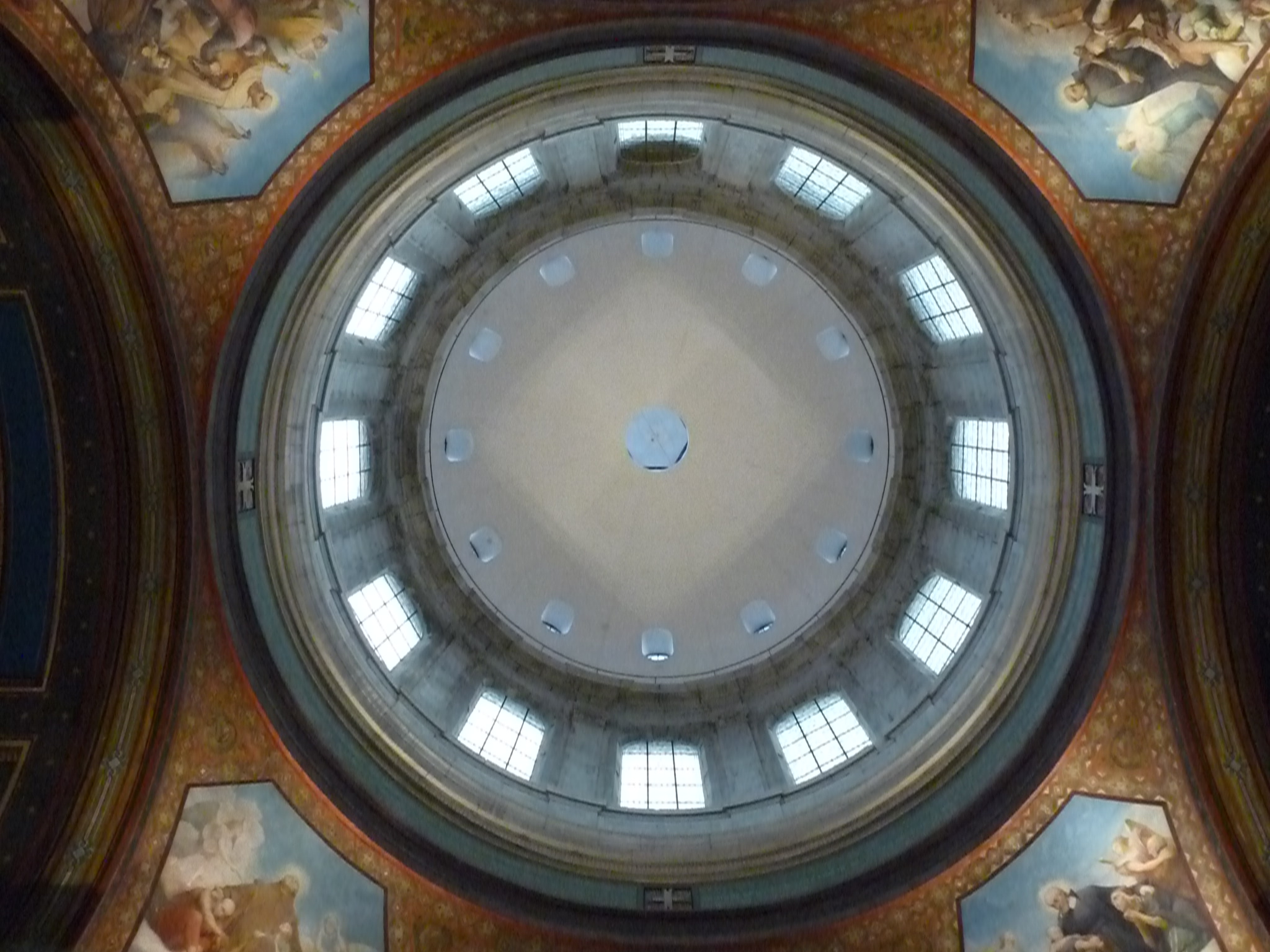
Chapelle Sainte-Marie, coupole
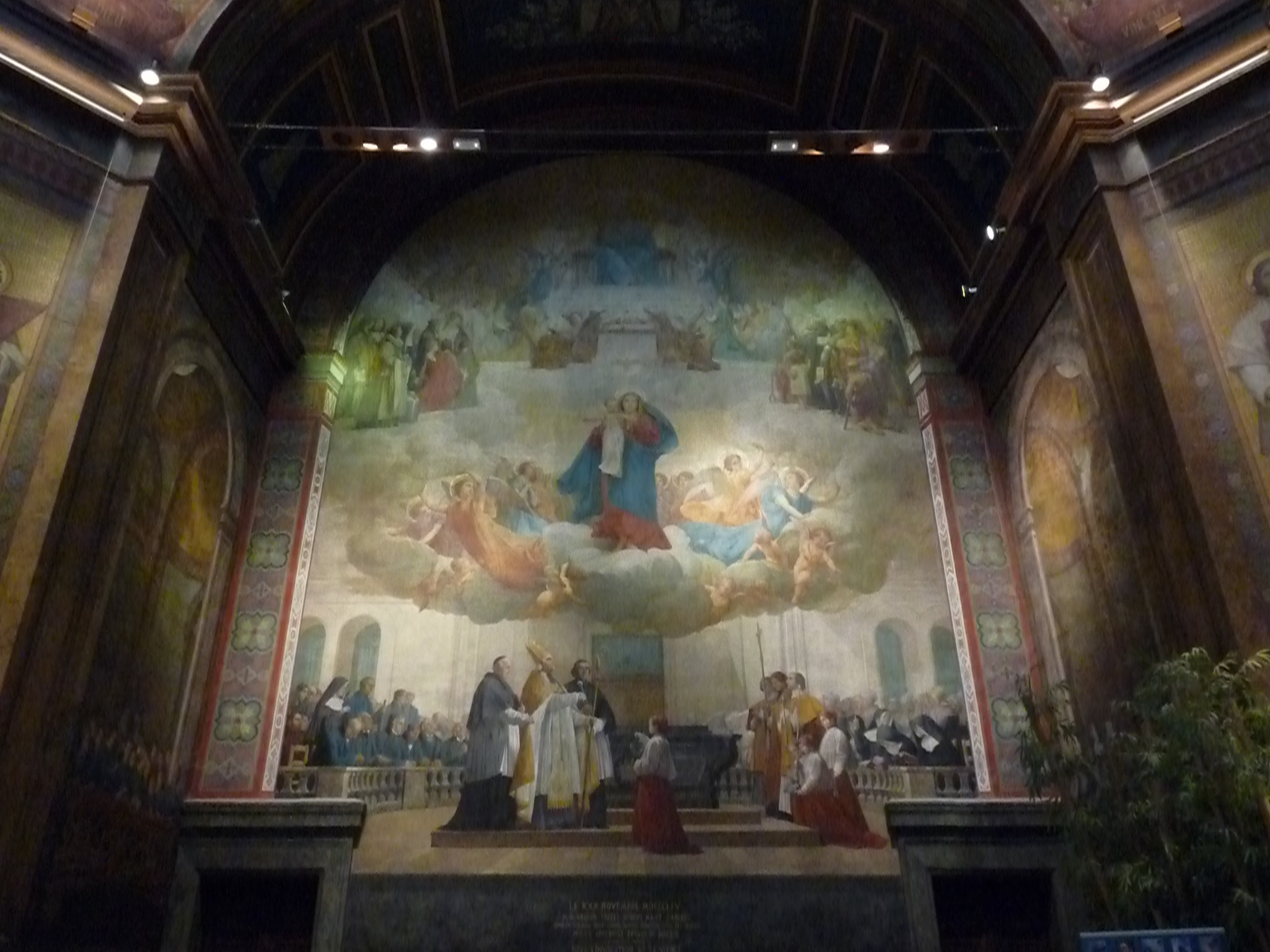
Chapelle Sainte-Marie, Bénédiction de la chapelle
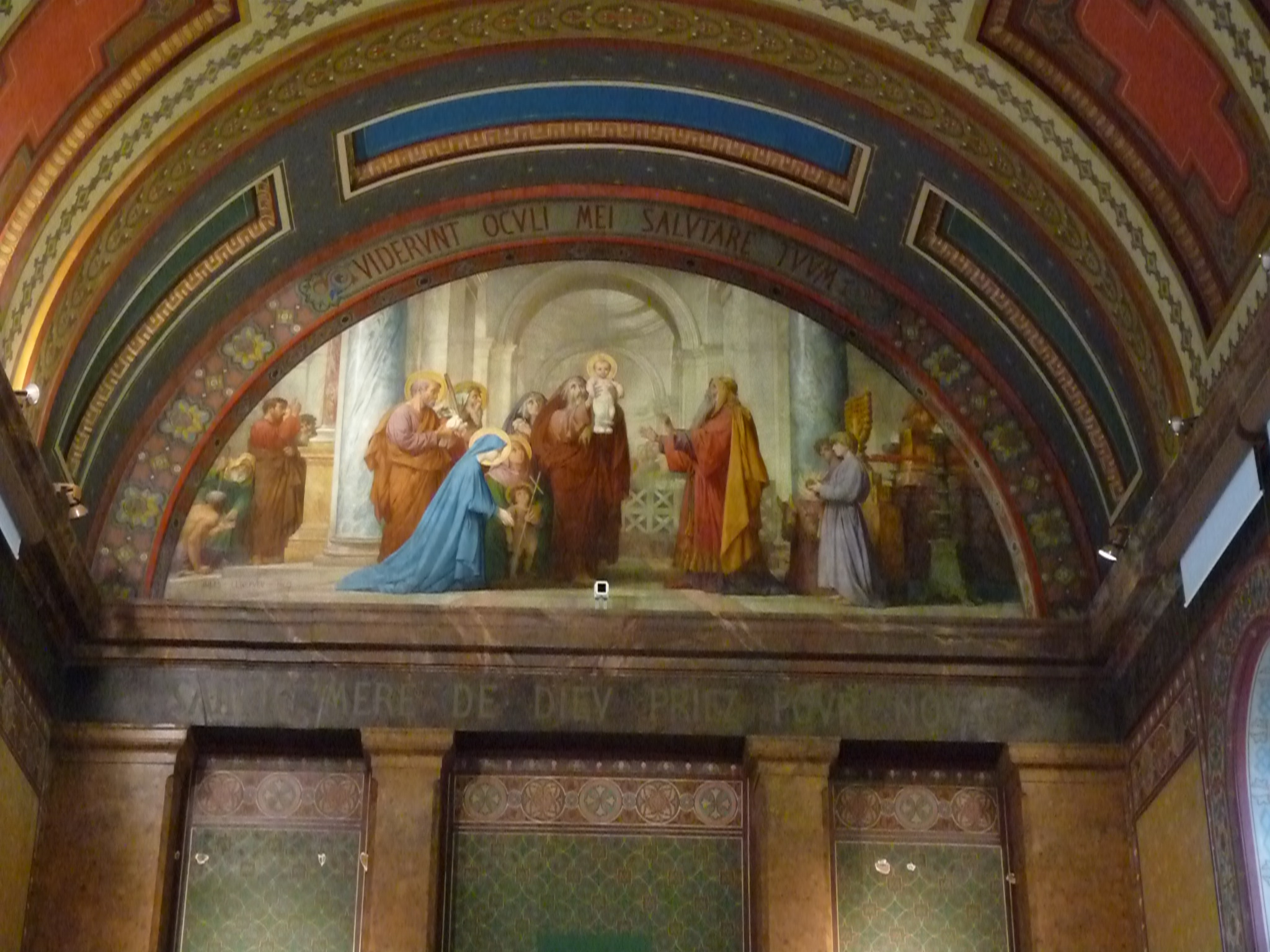
Chapelle Sainte-Marie, présentation au Temple
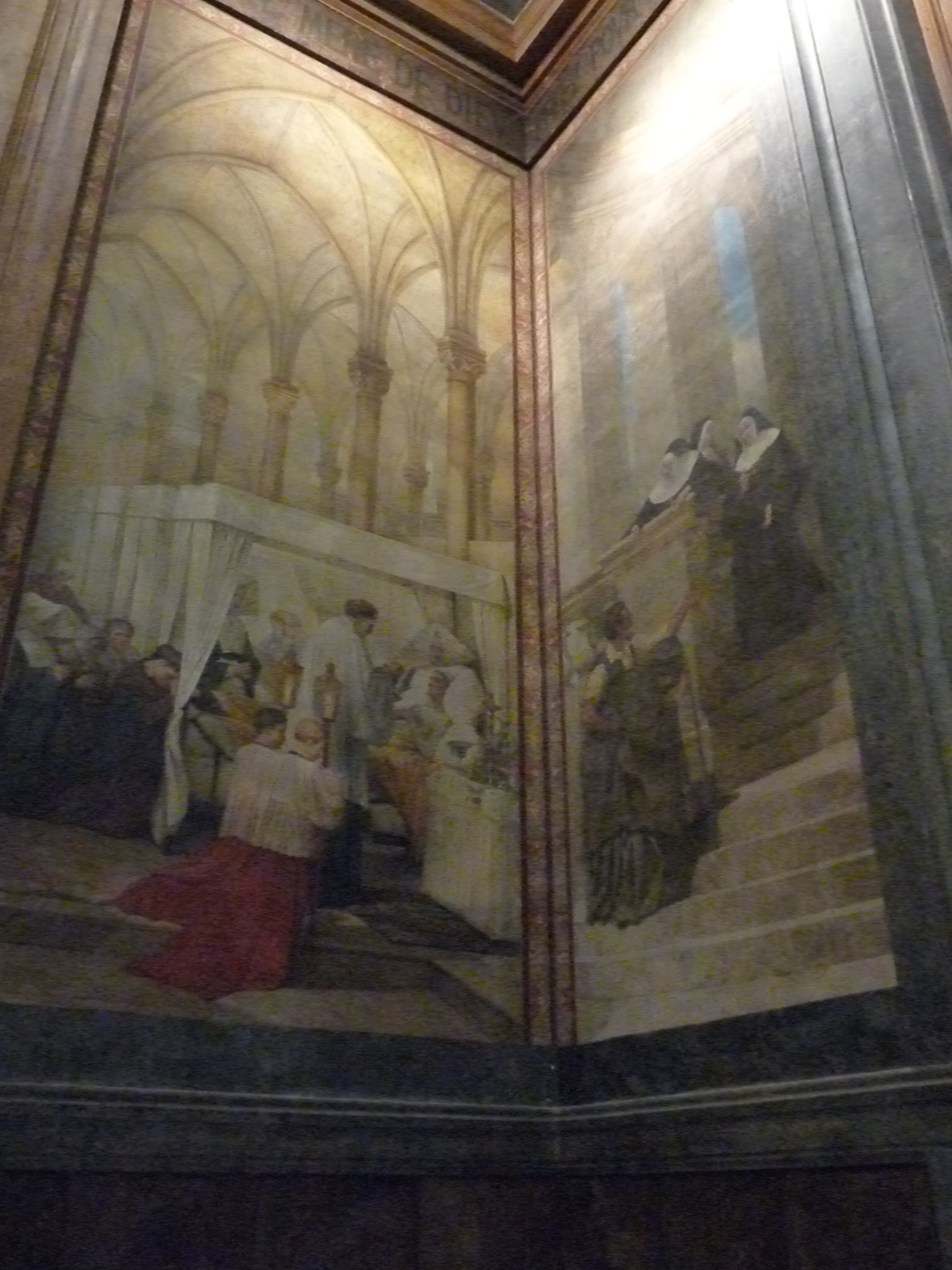
Le Viatique, Jules Dauban, 1876. La Vieillesse secouru à l'hôtel-Dieu, Eugène Appert, 1857.
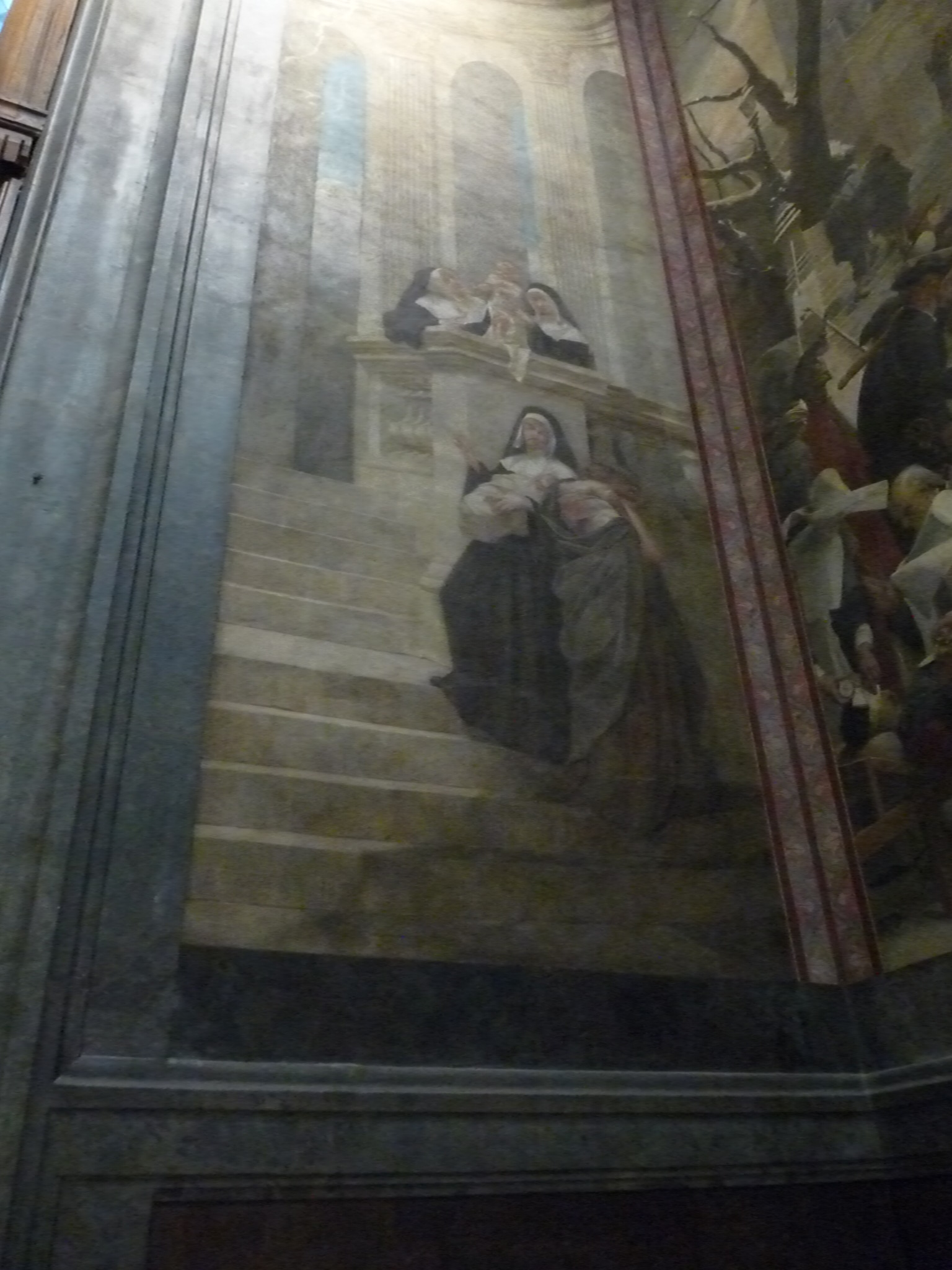
L'Enfance secourue à l'hôtel-Dieu, Eugène Appert, 1857.
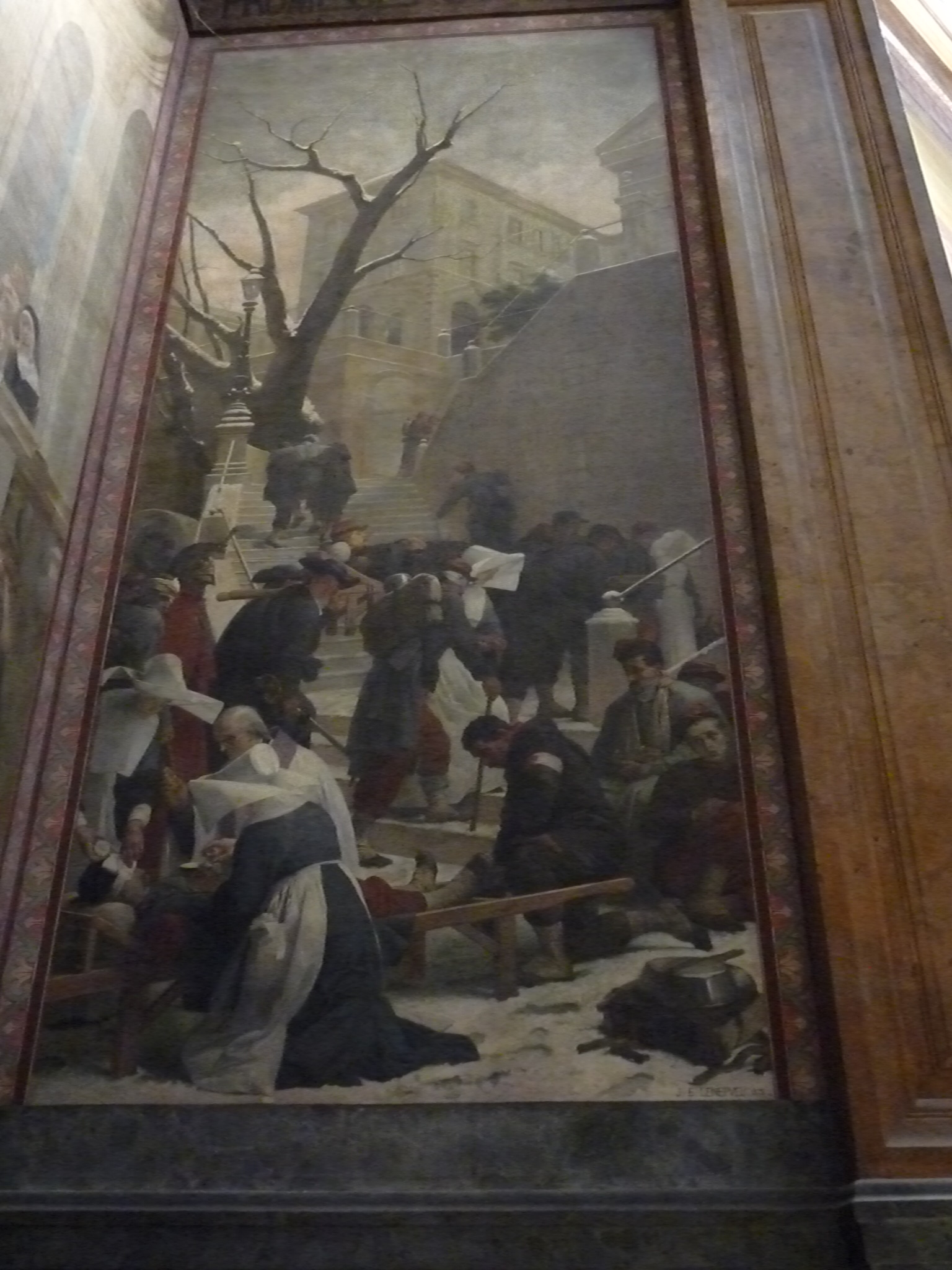
Les blessés de la guerre de 1870 soignés à l'hôpital d'Angers, Jules Lenepveu, 1878
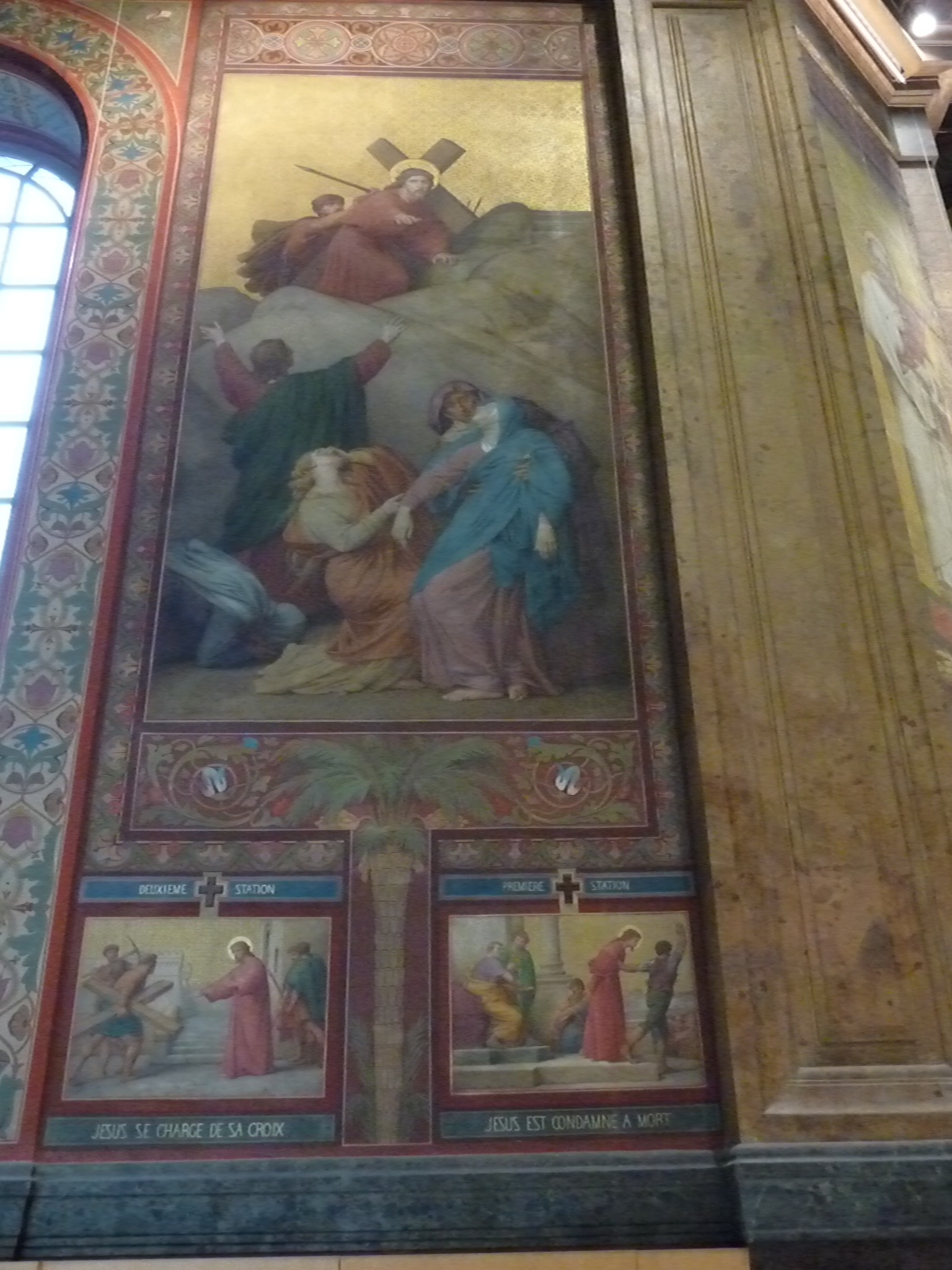
La Pâmoison de la Vierge. En dessous, les deux premières stations du chemin de croix.
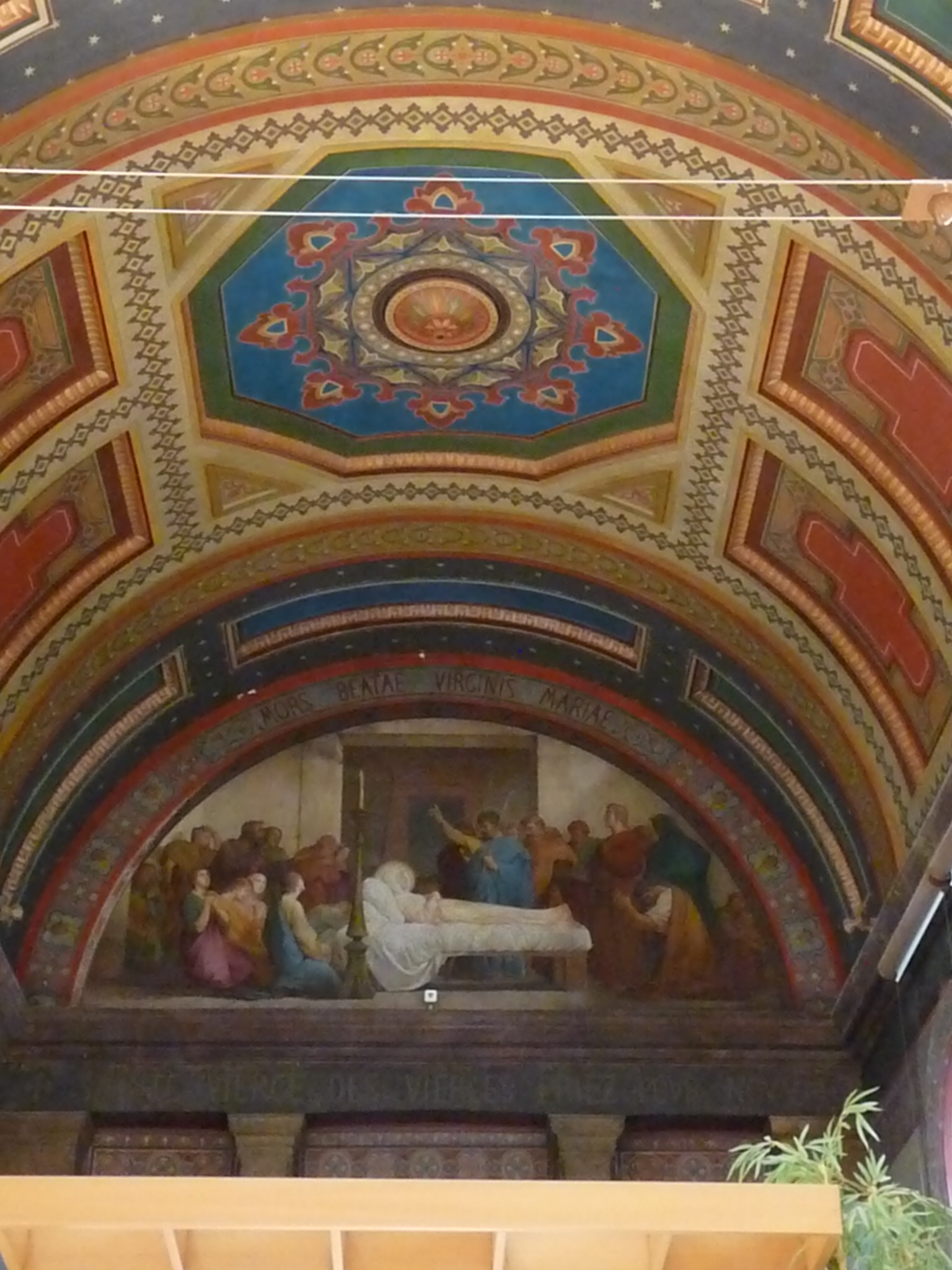
La Dormition de la Vierge
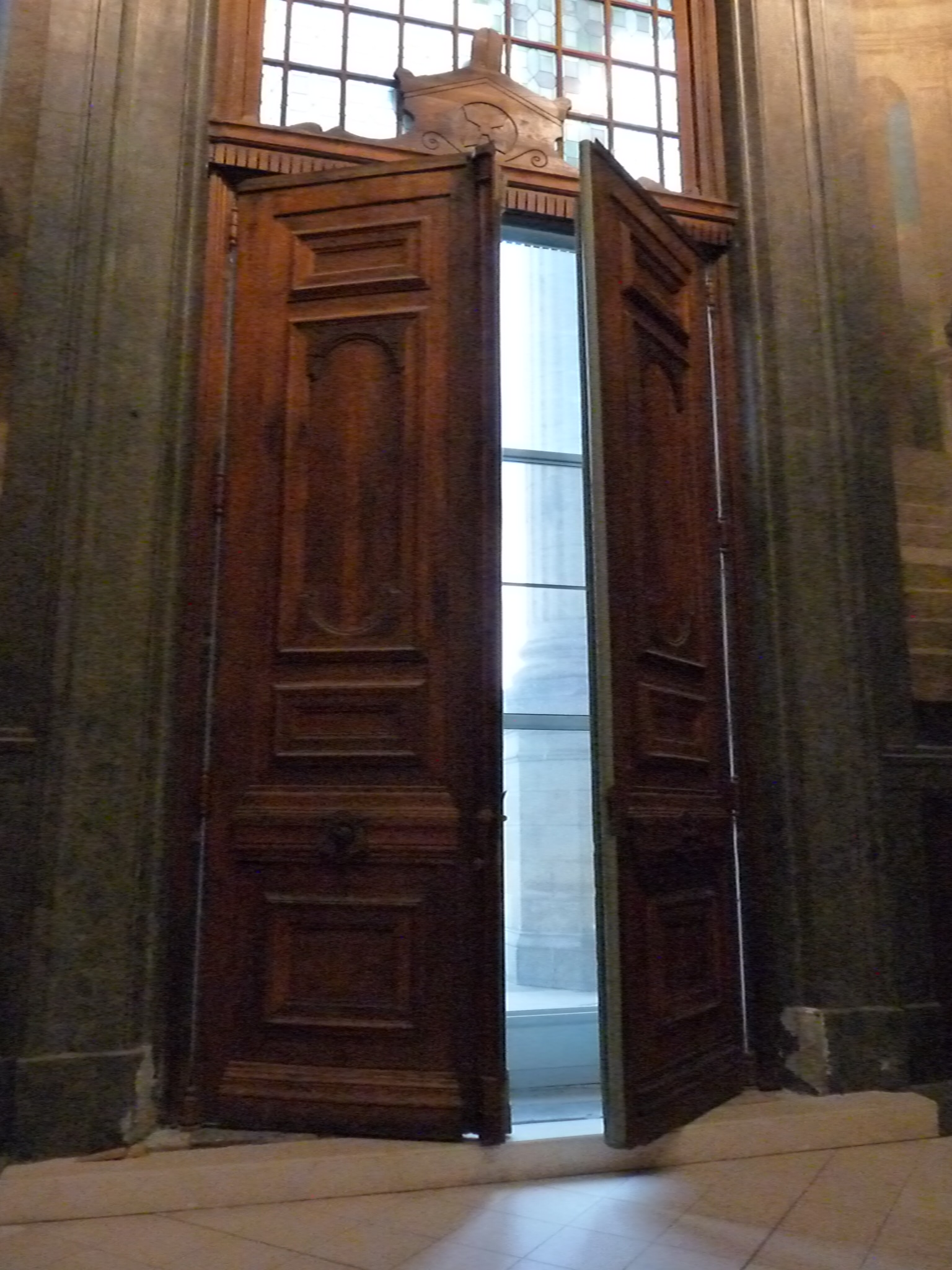
La porte orientale, accès original de la chapelle
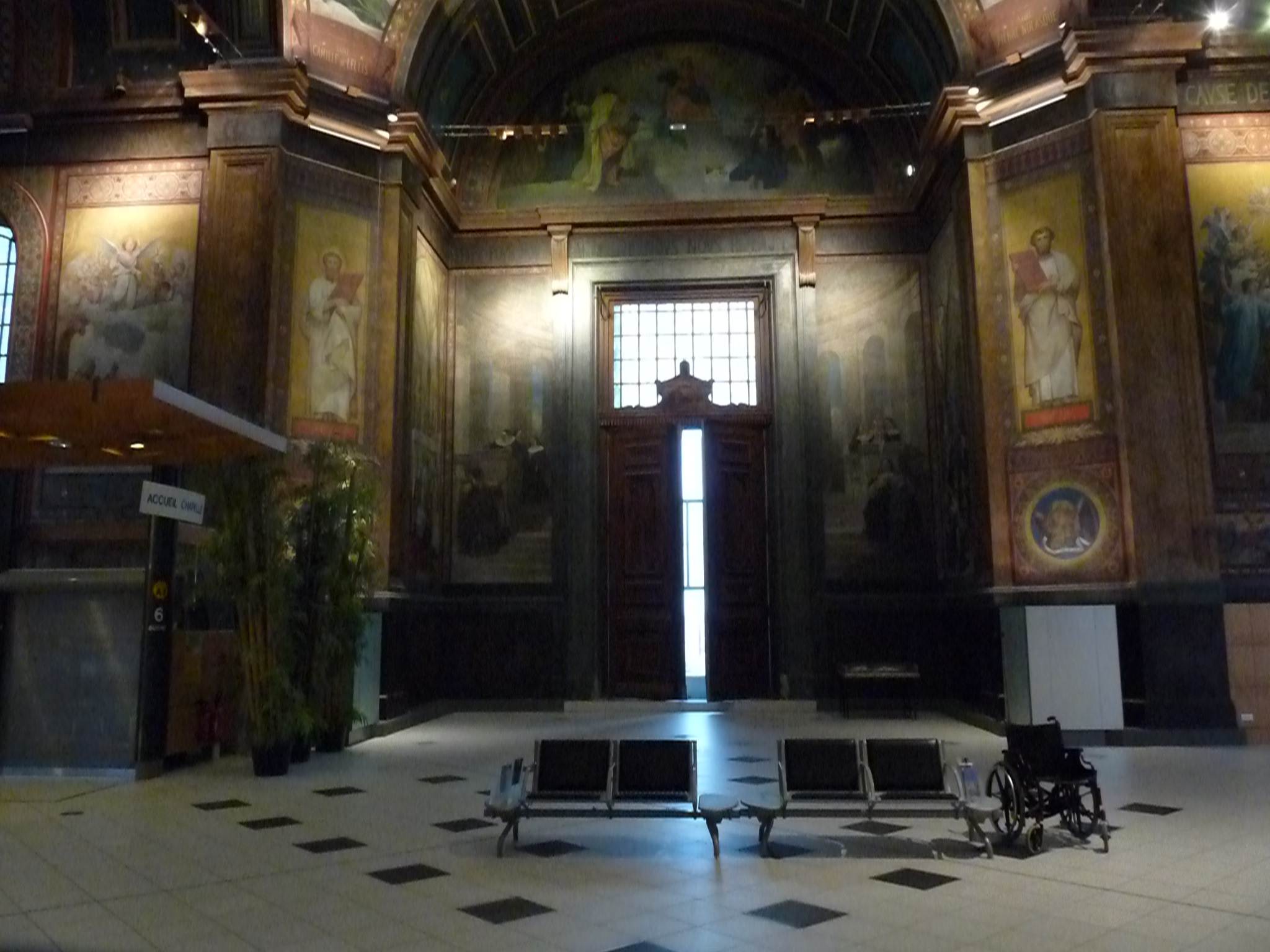
La porte orientale

## Photographies

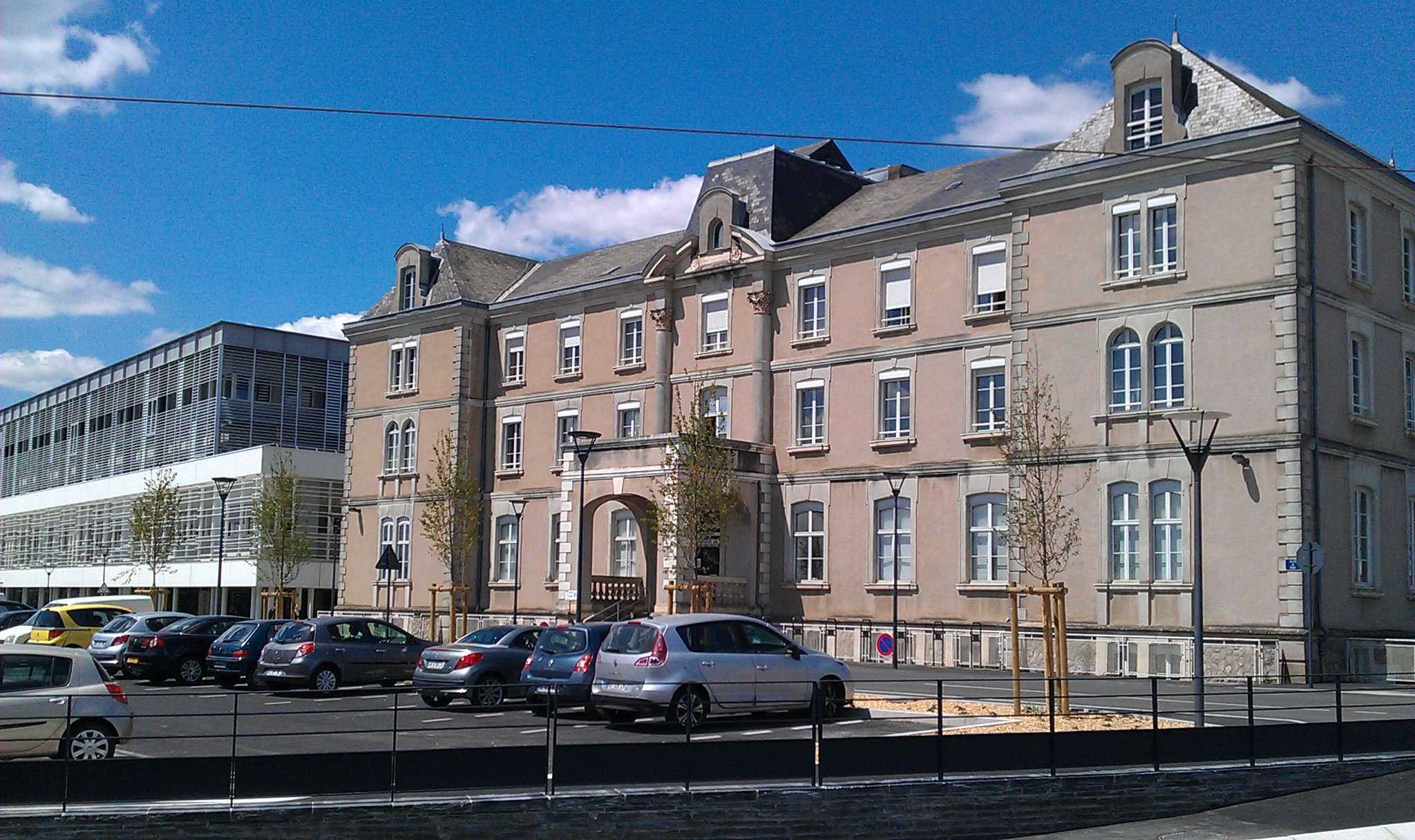
École de sages femmes
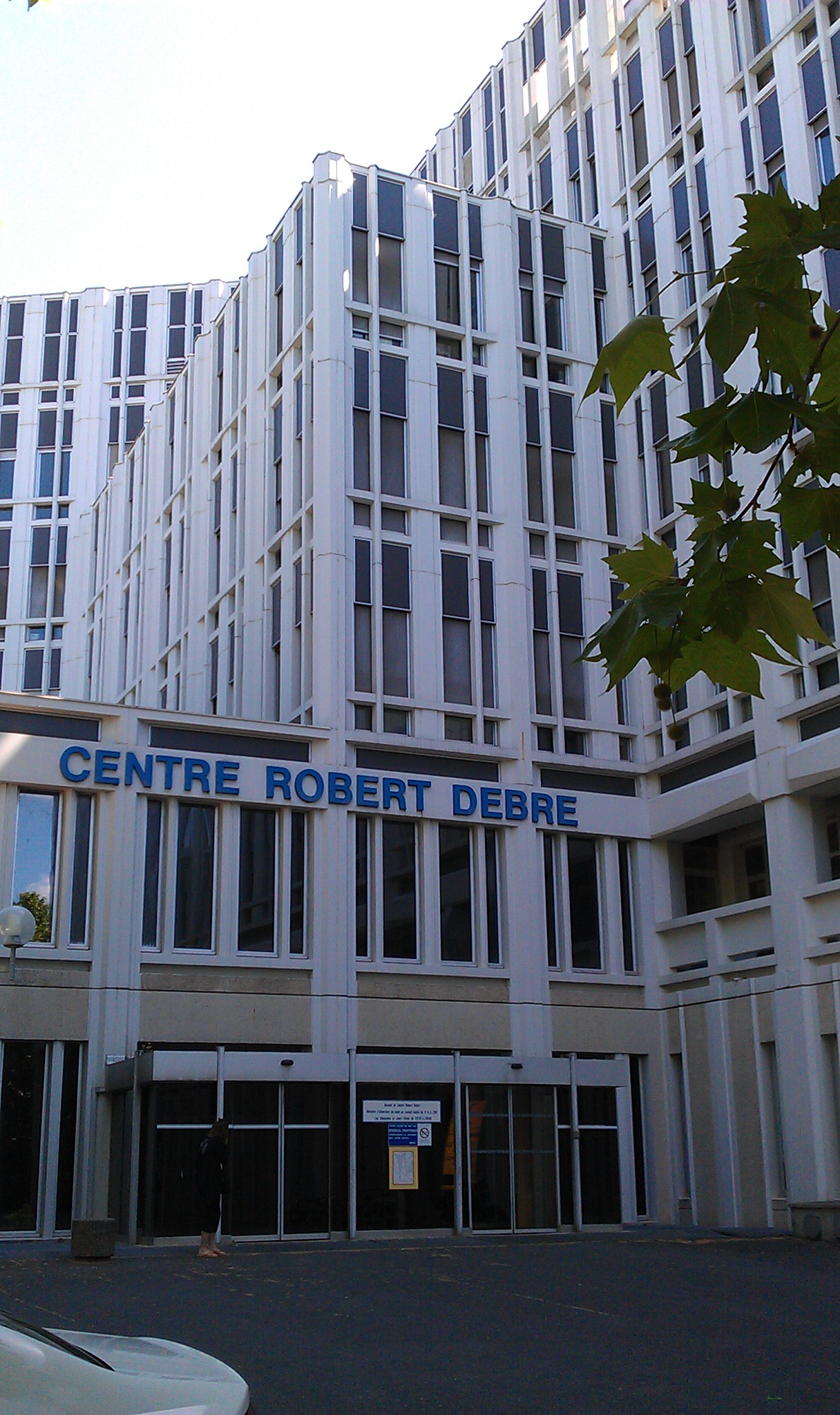
Centre Robert Debré
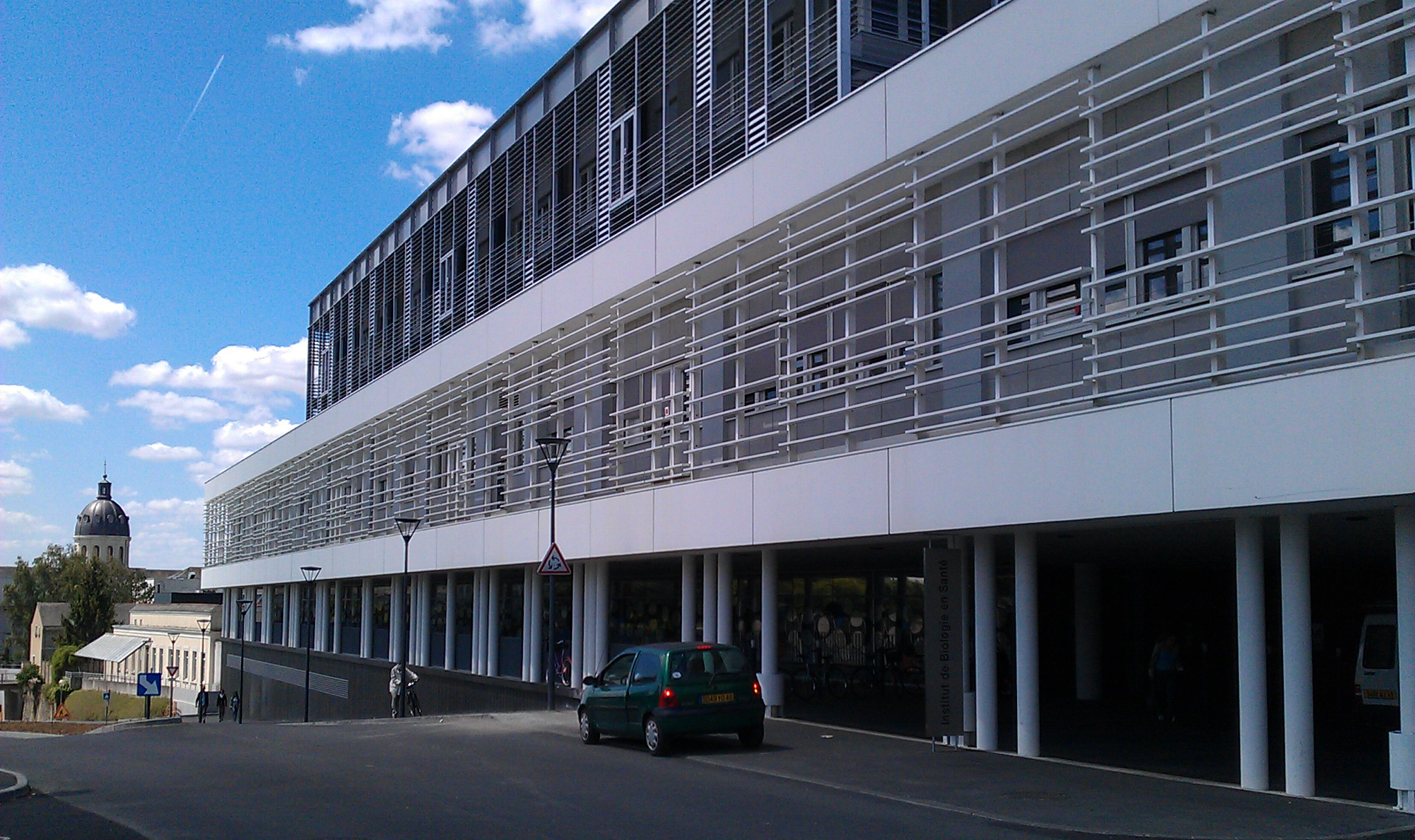
Institut de biologie en santé
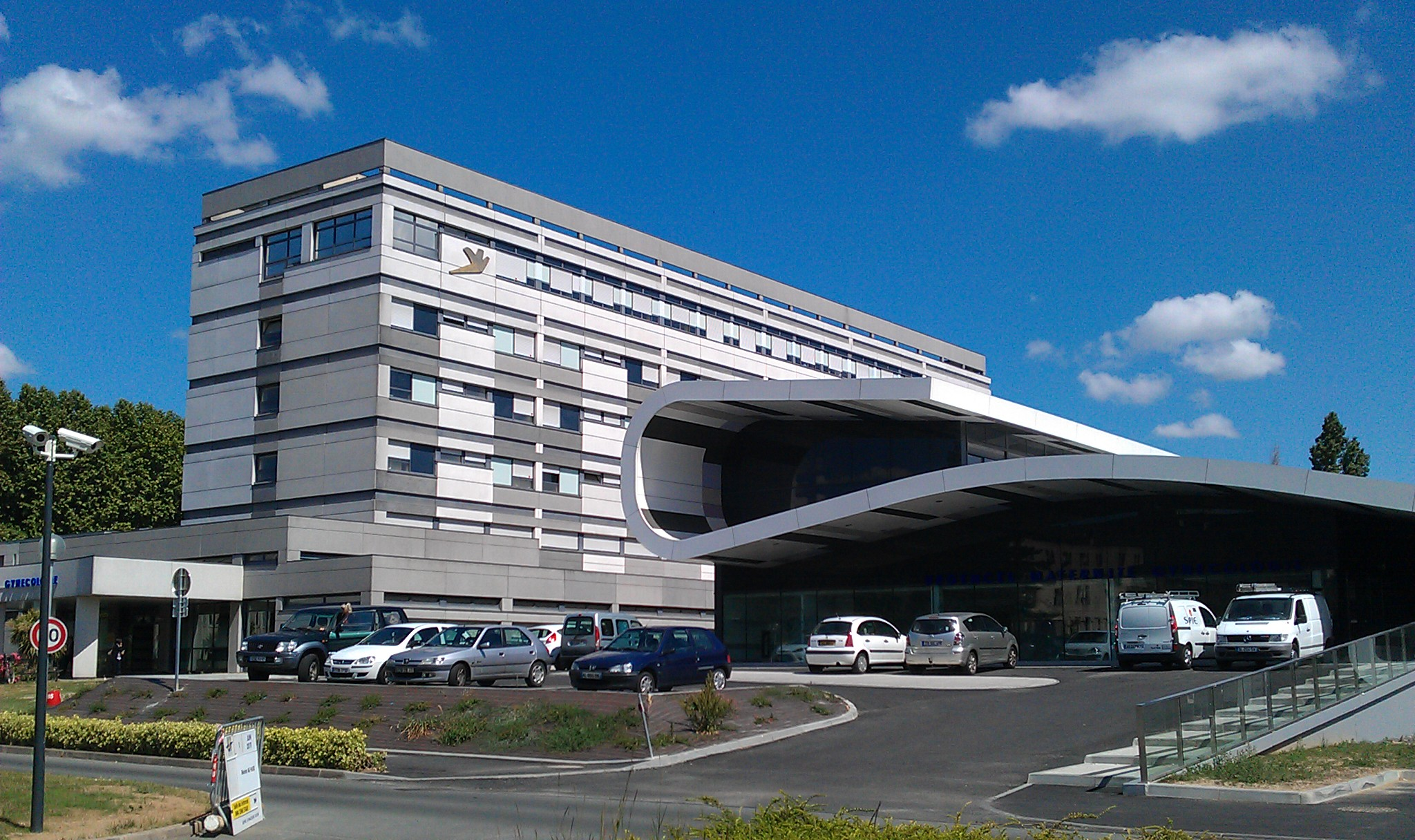
Maternité